# Ferréol Cannard
Ferréol Cannard (Morez, 28 de mayo de 1978) es un deportista francés que compitió en biatlón.
Participó en los Juegos Olímpicos de Turín 2006, obteniendo una medalla de bronce en la prueba por relevos. Ganó una medalla de bronce en el Campeonato Mundial de Biatlón de 2004.

## Palmarés internacional
| Juegos Olímpicos   | Juegos Olímpicos   | Juegos Olímpicos  | Juegos Olímpicos |
| Año                | Lugar              | Medalla           | Prueba           |
| ------------------ | ------------------ | ----------------- | ---------------- |
| 2006               | Turín (Italia)     | Medalla de bronce | Relevos          |
| Campeonato Mundial |                    |                   |                  |
| Año                | Lugar              | Medalla           | Prueba           |
| 2004               | Oberhof (Alemania) | Medalla de bronce | Relevos          |